# Lars O. Carlsson
Lars Olof Carlsson, född 7 maj 1957 i Örgryte, är en svensk författare som skriver om staden Göteborg, dess historia och idrott samt medverkar regelbundet i lokalradion med inslag om stadens historia samt deltog under flera jular i kanal P4:as populära  och klassiska rimstuga, under ledning av radiolegendaren Lasse Swahn   
Lars O. Carlsson kåserar, eller har kåserat, i ett antal tidningar, exempelvis Göteborgs-Posten,kundtidningen Älvstrand 2009-2014, facktidningen Restaurang & Storkök 2012-2016, stadsdelstidningen Kvibergs-Staden, IFK Göteborgs klubbtidning, förbundstidningen GöteborgsGolfaren, där han under flera år var chefredaktör respektive ansvarig utgivare,  samt Industrihistoria i Väst, och är dessutom en ofta anlitad föredragshållare. 
Carlsson var exempelvis anlitad av Göteborgs universitet under åren 2014-2019 för flera föreläsningsserier vid Jonsereds herrgård kring "Gubbar, gummor och gator" (gatunamn), "Handelns vagga" (universitetets jubileumsserie) samt "För syns skull" (Göteborgs statyer och utsmyckningar).
Han har tidigare arbetat inom det privata näringslivet, såsom exempelvis reklamchef inom Bilspedition AB, informationschef inom Västsvenska handelskammaren och informationschef inom NCC AB. 
Under åren 1982-1986 samt 2007-2009 var han styrelseledamot i Marknadsföreningen i Göteborg samt redaktör för föreningens tidning, MiG-Aktuellt under åren 1982-1986. Han var under cirka 15 år medlem i Näringslivsgruppen inom Göteborg & Co samt under åren 1996-2014 adjungerad som Näringslivsgruppens representant i styrelsen för Göteborg & Co.
I yngre år hade Lars O. Carlsson även ambitioner inom konsten och deltog 1981, tillsammans med ytterligare fyra konstnärer, i en uppmärksammad ateljéutställning i Hovås.(Källa: GT 1981-10-03) 
Engagemanget inom idrotten kan illustreras med att han var sekreterare i Stiftelsen Torslandaidrott som uppförde Torslandahallen 1985, grundade Torslanda Badmintonklubb 1986, varit engagerad i Torslanda IK under flera decennier, varit ledamot i Torslanda GK under två perioder 1998-2002 samt 2014-2019, bland annat som vice ordförande. Under åren 2002-2011 arbetade han som styrelseledamot inom Frölunda Hockey Club samt var vice ordförande i Göteborgs Ishockeyförbund 2007-2013 samt ledamot respektive vice ordförande i Göteborgs Golfförbund 2015-2022. I mars 2023 valdes han till ordförande för Göteborgs Golfförbund. Han skrev ett antal jubileumsbrev åt Albatross GK i samband klubbens 50-årsjubileum år 2023. 
Han har dessutom haft styrelseuppdrag för Västsvenska Idrottsförbundet, SISU Idrottsutbildarna och Idrottsmuseet i Göteborg.

## Antologier etc
- Göteborgarnas hus - Higabgruppen 1966-1996 (1996)
- En innerstad för alla - Innerstaden Göteborg (2013)
- Västsvenskt vardagsliv under andra världskriget - en tillbakablickande antologi (2014)
- Recept och inspiration från Innerstaden Göteborg (2016)
- Eriksberg - Ett storvarv och dess fartyg (Martin Holmgren) (ISBN 978-91-86687-55-7) (2019)

## Årsböcker
- Marknadsföreningen i Göteborg Årsbok 1986: Verksamhetskrönika
- Marknadsföreningen i Göteborg Årsbok 1988: En mogen yngling
- Tekniska Samfundet Årsbok 2000: Avenyns förlängning
- Tekniska Samfundet Årsbok 2001: Glänta på kyrkporten
- Svenska Golfhistoriska Sällskapet Årsskrift 2005: Golfgator i Göteborg
- IFK Göteborg Guldbok 2007: Mina tre SM-guld...eller de Aderton
- IFK Göteborg Årsbok 2007: Årsvis eller kanske visare med åren?
- IFK Göteborg Årsbok 2008: I år tog vi två guld av tre möjliga
- IFK Göteborg Årsbok 2009: Folkets kärlek lagets belöning
- IFK Göteborg Årsbok 2010: Först med att vara störst
- IFK Göteborg Årsbok 2011: Fotbollens träningsalmanacka från förr
- Idrottsarvet 2012: Göteborgsishockeyn under 75 år (ishockey)
- Idrottsarvet 2014: Sven Rydell lanserade fjädersporten (badminton)
- Idrottsarvet 2015: Världsmästare på besök (badminton)
- Idrottsarvet 2016: Bed, breakfast & badminton (badminton)
- Idrottsarvet 2017: Tidigt jubileumsarrangemang (badminton)
- Idrottsarvet 2017: När (förra) seklet var ungt (golf)
- Idrottsarvet 2018: Lägg märke till idrottsmuseet (ny logotype)
- Idrottsarvet 2018: Badminton gick i borgen (badminton)
- Idrottsarvet 2019: Göteborgs Golfförbunds första år (golf)
- Idrottsarvet 2020: En säsong vi aldrig glömmer... bästa Elitserien någonsin (ishockey)
- Idrottsarvet 2020: 50 år sedan - ett genombrott för Göteborgsgolfen (golf)
- Idrottsarvet 2021: Gammal är äldst... (badminton)
- Idrottsarvet 2021: Ann-Kersti Swenson - en tidig mästarinna (golf)
- Idrottsarvet 2021: Under fredliga former... (kvinnoidrott)
- Idrottsarvet 2022: Idrotten på Göteborgs gator (idrott)
- Idrottsarvet 2022: Göteborgs förste badmintonmästare... (badminton)
- Idrottsarvet 2023: Indonesiernas första Sverigebesök... (badminton)
- Idrottsarvet 2023: Göteborg centralt i svensk golf (golf)
- Idrottsarvet 2023: Kahnberg lurade Wessberg  (ishockey)
- Idrottsarvet 2023: Kvinnoidrotten i dess ungdom (kvinnoidrott)
- Idrottsarvet 2024: När Frölunda debuterade i hockeyallsvenskan (ishockey)
- Idrottsarvet 2024: Tjusigt fotografi väckte nyfikenhet och kunskapstörst... (gymnastik)
- Idrottsarvet 2024: Vi som är från Göteborg... (fotboll)
- Askims Hembygdsförening Årsskrift 2020: En femtiotalist ser tillbaka på 1940-talet

## Utmärkelser
- Hedersledamot Torslanda BMK (Grundare 1986)
- GöteborgsAmbassadör 1996
- Ständig medlem Frölunda Hockey Club 2003
- Göteborgs Fotbollförbunds förtjänstmedalj i brons 2004
- Marknadsföreningen i Göteborg och Lennart Magnusson Stipendium 2006
- Torslanda IK Årets Ledare 2006
- Ständig medlem IFK Göteborg 2007
- Göteborgs Stads Förtjänsttecken 2008
- Årets vackraste västgötabok 2010[3]
- Västsvenska Idrottsförbundets Veteranmärke 2012
- Frölunda Hockey Clubs förtjänsttecken i brons 2012
- Göteborgs Ishockeyförbunds Diplom 2013
- Göteborgs Ishockeyförbunds förtjänsttecken i brons  2014
- Svenska Ishockeyförbundets Diplom 2014
- Göteborgs Fotbollförbunds förtjänstmedalj i silver 2014
- Göteborgs Fotbollförbunds förtjänstmedalj i guld 2014
- Göteborgs Golfförbunds förtjänsttecken i brons  2016
- Västergötlands Fornminnesförenings förtjänstmedalj 2018
- Gamla Kamrater (IFK Göteborg), invald 2018
- Gathenhielmska Kulturstipendiet 2019
- Göteborgs Golfförbunds förtjänsttecken i silver 2021
- Göteborgs Golfförbunds förtjänsttecken i guld 2021
- Idrottens högsta utmärkelse, Riksidrottsförbundets förtjänsttecken i guld 2023